# 香港基督教服務處培愛學校
香港基督教服務處培愛學校（英語：Hong Kong Christian Service Pui Oi School）是香港一間肢體傷殘特殊學校，由香港基督教服務處管理，位於新界屯門恆貴街6-8號。
培愛學校原址在青山公路－青山灣段，曾擬於1983年交由中華基督教會香港區會接辦，但最後仍由香港基督教服務處繼續開辦至今。其後，因校舍空間不足，獲教育局安排興建新校舍，並遷往現址。原址後改作公營房屋用地，現為顯發邨。

## 學校設施

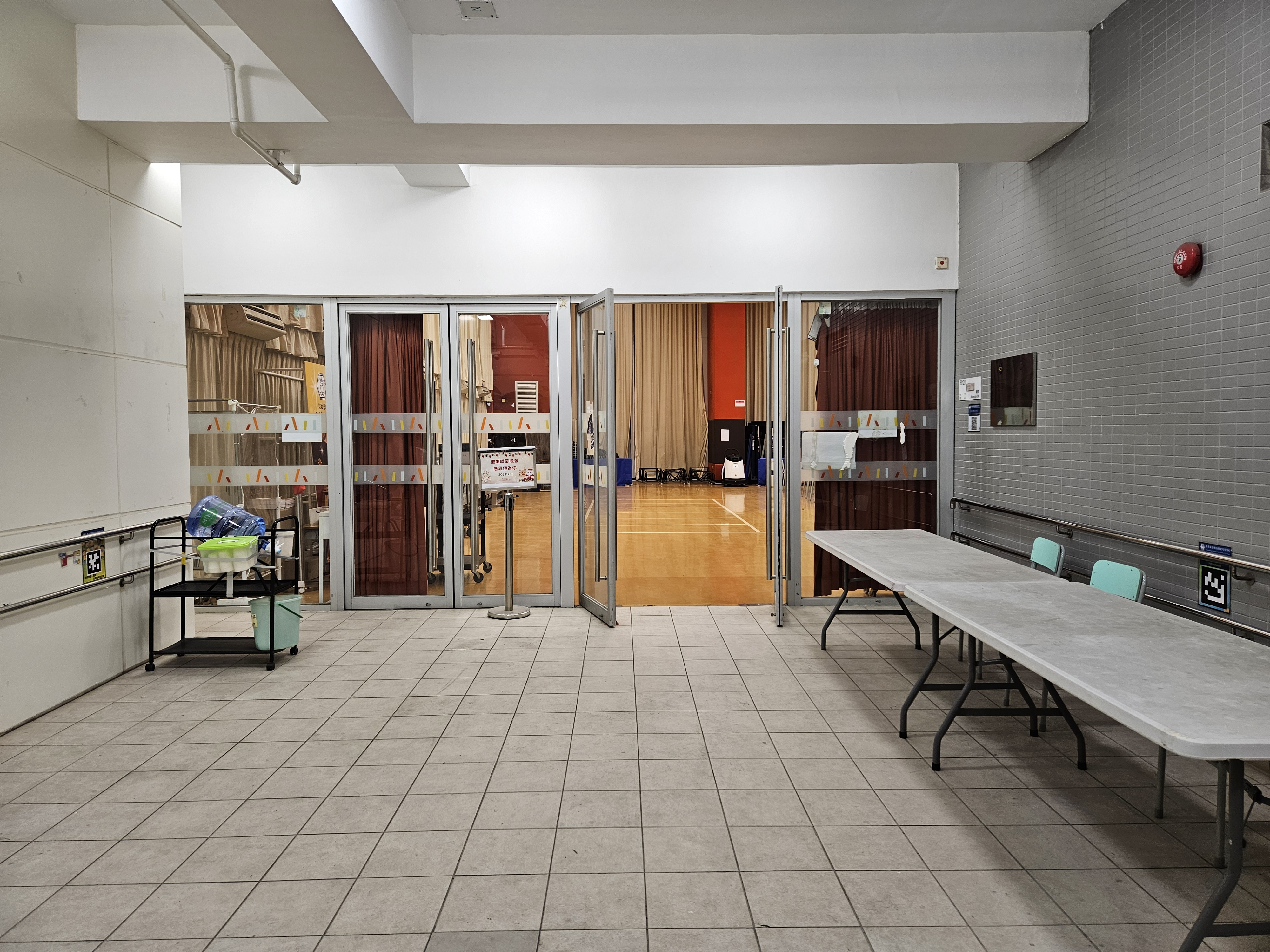
學校禮堂入口

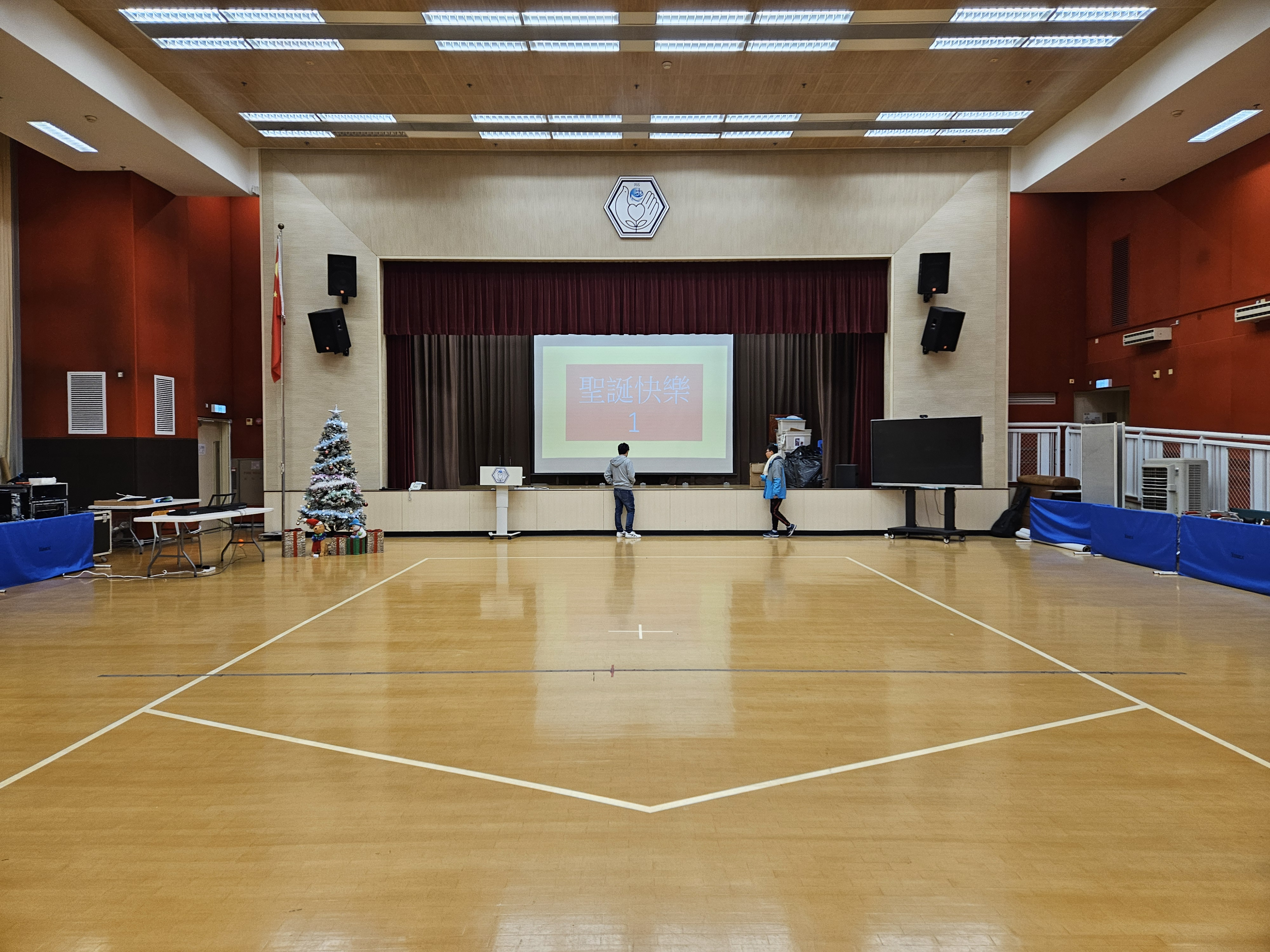
學校禮堂

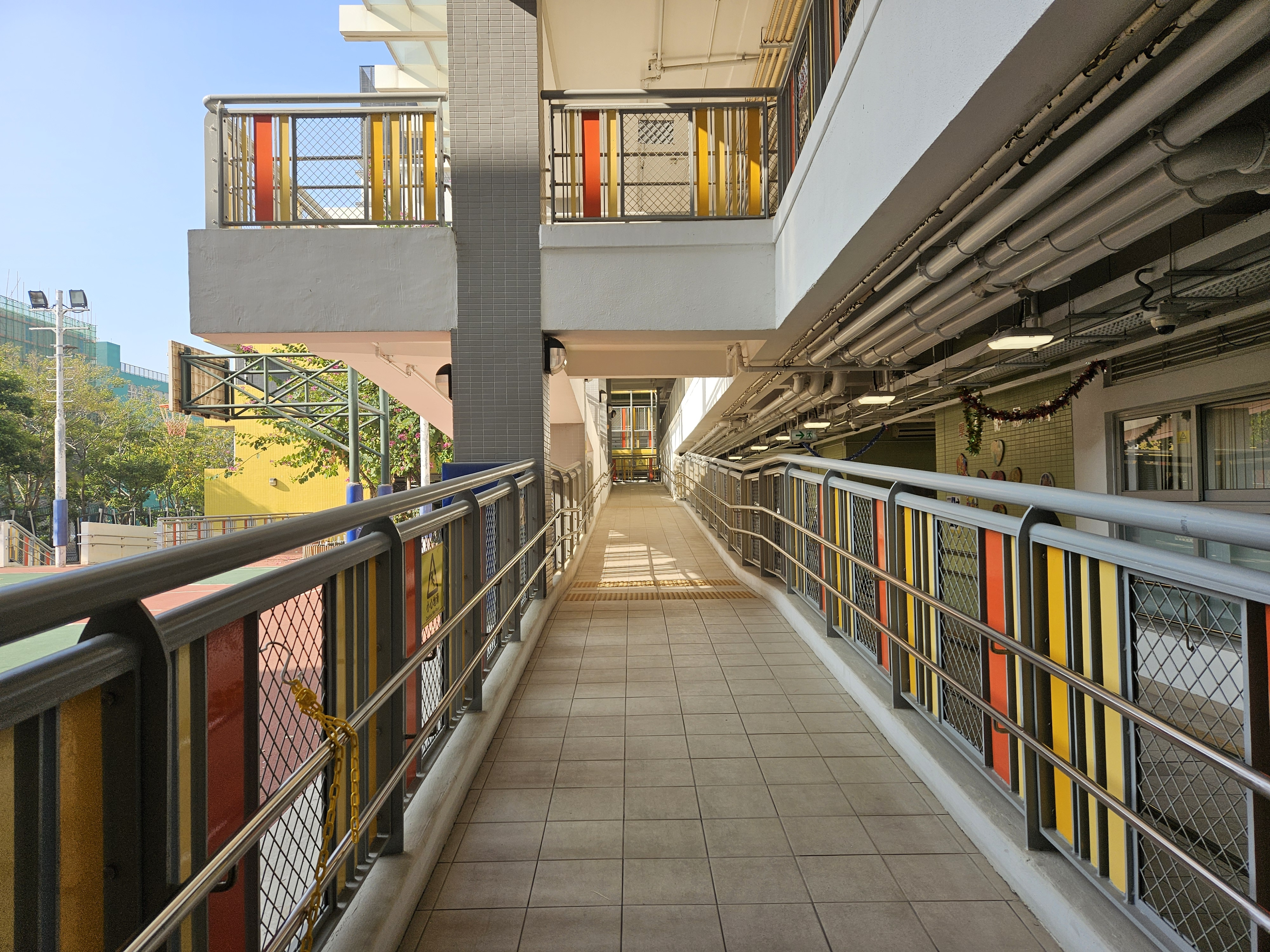
學校內的斜道

學校樓高3 層，設施完備，各樓層設施分佈如下：
地下：10間課室、電腦輔助學習室、家政室、醫療室、輔導教學室、視覺藝術室、窯瓷製作室、音樂室、圖書館、家長資源室、校務處、校長室
1樓：8間課室、電腦室、感覺統合室、3間多用途室、科學實驗室、綜合科學實驗室、紡織及服裝室、地理室、職業治療室、生活技能訓練室、物理治療室、言語治療室、學生活動中心及禮堂
2樓：教員室、會議室、資源室、教職員休息室、社工室、會客室

## 開設科目

### 普通課程
由小一至中六，科目包括︰中國語文、英國語文、數學、常識、普通話、電腦、生活與社會、科技與生活、通識/公民與社會發展、中史、綜合科學、經濟、生物、視覺藝術、音樂、體育及聖經。

### 智障及調適課程
為輕度及中度智力的學生而設，由小一至中六，科目包括︰中國語文、實用英文、數學、常識、通識/公民與社會發展、生活教育、科技與生活、電腦、視覺藝術、音樂、體育及聖經。

## 宿舍設備

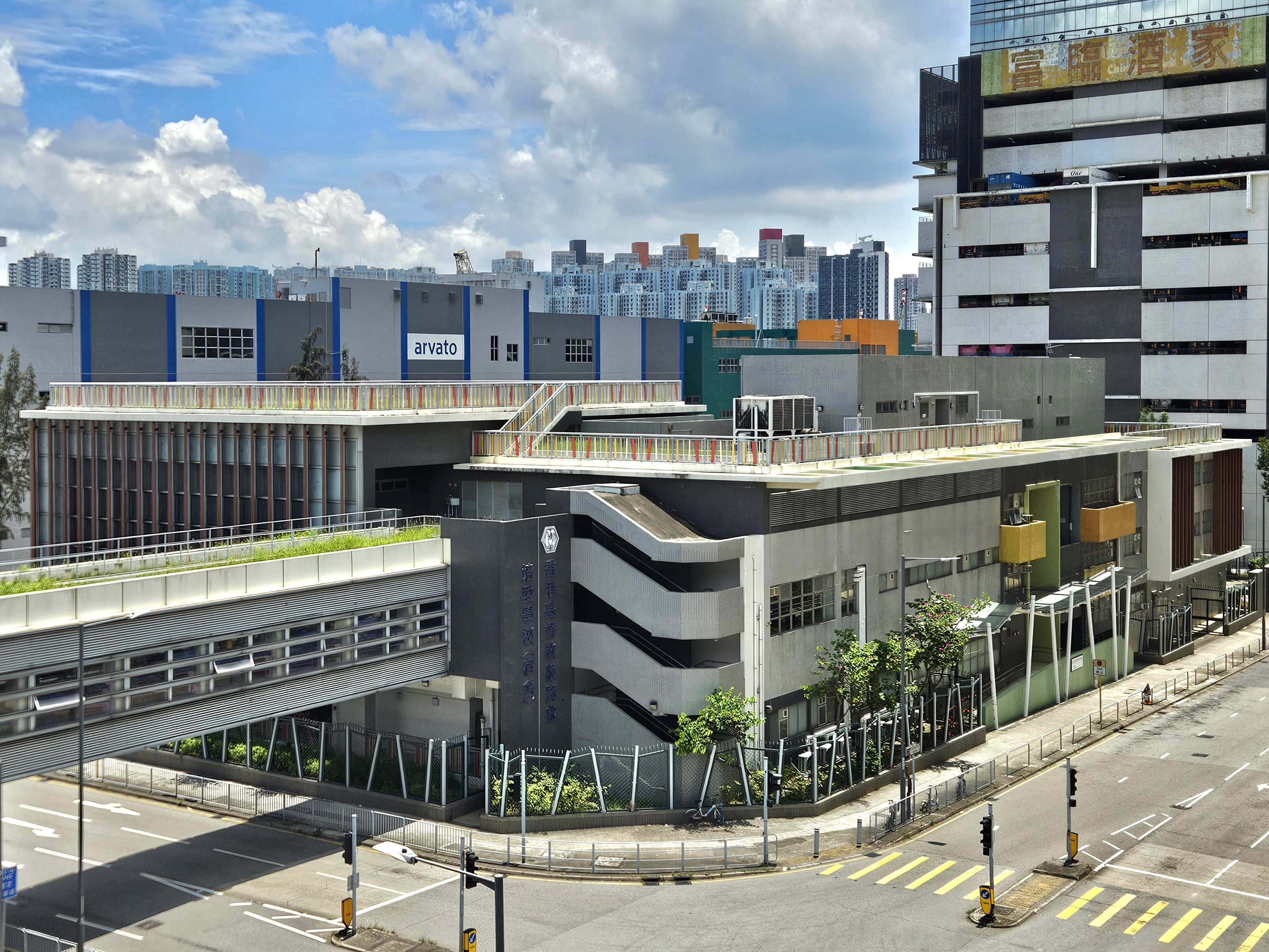
宿舍

宿舍提供7日及5日宿生服務，宿舍設於校舍一樓，共有十間睡房，提供60名宿額服務，舍內有2間康樂活動室、廚房及護理室。

## 外部連結
- 學校網頁 （页面存档备份，存于）
- 特殊學校概覽 - 香港基督教服務處培愛學校 （页面存档备份，存于）